# Гьозсуз
Гьозсуз (на турски: Gözsüz) е село в Източна Тракия, Турция, Вилает Родосто.

## География
Селото се намира на 8 километра южно от Малгара.

## История
В XIX век Гьозсуз е смесено българо-гръцко село в Малгарска кааза на Одринския вилает на Османската империя. Според „Етнография на вилаетите Адрианопол, Монастир и Салоника“, издадена в Константинопол в 1878 година и отразяваща статистиката на населението от 1873 година, Корсус (Korsous) има 35 домакинства и 74 българи и 85 гърци.
Според статистиката на професор Любомир Милетич в 1912 година в Гьозсуз живеят 40 български патриаршистки семейства смесени с 30 гръцки семейства.